# Bunnefjorden
Bunnefjorden ou fjord de Bunne en français, est une partie de l'Oslofjord dans le sud-est de la Norvège,.

## Géographie
Il est situé à l'est de la péninsule de Nesodden. et est entouré des municipalités d'Oslo au nord-est, de Nordre Follo à l'est, d'Ås au sud-est, de Frogn au sud-ouest et de Nesodden à l'ouest.
Il comporte plusieurs îles dont les plus importantes sont Langøyene, Malmøya (en), Ulvøya, Ormøya (en), Gressholmen (en) et Husbergøya.